# Fédor Romanov
Pour les articles homonymes, voir Romanov (homonymie).
Fédor Nikititch Romanov (en russe : Фёдор Никитич Романов ; 1553-1er octobre 1633) est un boyard russe qui, devenu patriarche de Moscou sous le nom de Philarète (en russe : Филарет), a gouverné de facto la Russie pendant le règne de son fils Michel Ier, premier tsar de la dynastie des Romanov.

## Origines
Fédor est né à Moscou et est le second fils de Nikita Romanovitch Zakharine, un conseiller très proche d'Ivan le Terrible qui avait lui-même épousé en premières noces la sœur de son conseiller : Anastasia Romanovna Zakharina. Nikita et Anastasia étaient les enfants  du boyard Roman Zakharine-Iourev (ancêtre de la dynastie des Romanov). Durant le règne de son cousin Fédor Ier Ivanovitch (1584-1598), le jeune Fédor Nikititch Romanov se distingue par ses talents de soldat et de diplomate. Il commande les troupes russes contre la Suède en 1590, et conduit les négociations avec les ambassadeurs germaniques de Rodolphe II en 1593 et 1594.

## Fédor et leTemps des troubles
Lorsque Fédor Ier meurt sans héritier en 1598, Fédor Romanov est son plus proche parent, et sa famille est très populaire chez les Moscovites qui semblent le désirer comme souverain. Le zemski sobor en décide autrement et c'est le beau-frère du tsar décédé, Boris Godounov, qui est proclamé tsar.
Fédor reste toutefois un rival potentiel car plusieurs boyards contestent secrètement l'autorité de Boris. Celui-ci décide de se débarrasser de toute la famille Romanov. Un comparse dépose secrètement des racines vénéneuses dans les caves de leur palais, une perquisition est ordonnée, les racines trouvées. Les Romanov sont accusés de vouloir empoisonner le tsar. Le frère de Fédor, Alexandre, est arrêté puis étranglé dans son cachot. On oblige Fédor et sa femme, Xenia Ivanovna, à entrer en religion. Xenia prend le nom de Marthe (Marfa en russe) et est emmenée au monastère Ipatiev, à Kostroma, avec son fils Michel. Fédor, devenu maintenant Philarète, est relégué en 1601 au monastère Saint-Antoine, dans le nord de la Russie, et est soumis à une surveillance constante.
En 1605, le faux Dimitri (Dimitri II) renverse les Godounov et devient tsar. Il libère Philarète et le nomme métropolite de Rostov. En 1609, celui-ci se rallie au second faux Dimitri qui l'élève au poste de patriarche de toutes les Russies. Il est envoyé en mission en Pologne mais le roi polonais, Sigismond III, le retient prisonnier de 1610 à 1618 parce qu'il lui a refusé sa reconnaissance comme tsar de Russie.

## La dyarchie
En 1613, pendant cet emprisonnement, Michel Romanov, fils de Fédor est devenu tsar sous le nom de Michel Ier. Sigismond refuse cet état de fait et continue la guerre qui dure jusqu'en 1618, lorsqu'est signée la paix de Deoulino. Michel renonce à Smolensk et Ladislas, le nouveau roi polonais, consent à libérer son père.
À partir de ce moment et jusqu'à sa mort, en 1633, Philarète gouverne la Russie à la place de son fils. Théoriquement, il y a deux souverains, le tsar Michel et son père, mais en réalité c'est le père qui s'occupe des affaires d'État sans même consulter son fils. 
En politique interne, sa plus importante mesure est l'enchaînement du paysan à sa terre afin d'empêcher l'émigration des serfs vers les steppes où il est plus facile pour eux de ne plus payer d'impôt. Il fait reculer la frontière russe vers l'est. Les rives de la Léna sont atteintes au début des années 1630, Iakoutsk est fondé en 1632. En 1621, Philarète accorde un premier évêque à la Sibérie, Cyprien.
Il obtient en apanage un vaste domaine d'une quarantaine de villes comprenant Arkhangelsk, Nijni-Novgorod, Yourevets et Kostroma, où il entreprend une réforme administrative centralisatrice et une taxation sans précédent. Le maire de Kostroma, le possadnik David Kotov osa critiquer en 1628 un agent du patriarche Philarète et dut s'enfuir précipitamment en Lituanie pour éviter son arrestation. Philarète décréta alors collectivement l'exil des mâles de la famille Kotov à Tobolsk en Sibérie. Une enquête réalisée après la mort de Philarète en 1633, démontrant leur innocence, leur permit de rentrer à Kostroma.
En politique extérieure, Philarète renoue des liens avec l'Empire ottoman. Une nouvelle guerre contre la Pologne en 1631-1632 est entreprise dans le but de reprendre Smolensk, mais c'est un échec.
Un autre objectif de Philarète est la réorganisation de l'armée moscovite. Il innove en demandant l'aide d'officiers étrangers. Pierre le Grand ne fera que reprendre son idée à la fin du siècle lorsque lui aussi entreprendra sa propre réforme.